# Тепик
Тепик (на испански: Tepic) е столицата и най-големият град в западния крайбрежен щат Наярит в Мексико. Тепик е с население от 332 863 жители (по данни от 2010 г.). Основан е през 1542 г. и се намира на 225 км северозападно от град Гуадалахара.

## Личности
- Родени в Тепик
  - Моника Мигел (1936), актриса и режисьор
  - Енрике Лисалде (1937 – 2013), актьор